# SMS Pluto
Az SMS Pluto az Osztrák–Magyar Monarchia haditengerészetének szivattyús mellékhajója volt 1897–1918 között. 

## Építése, felszerelése
A hajó gerincét 1897 májusában fektették le a Stabilimento Tecnico Triestino hajógyárban, az építési munkálatok szeptemberre fejeződtek be. 1897. november 6-án állították szolgálatba. A Plutot nagy teljesítményű Worthington duplex szivattyúkkal látták el, teljesítményük 150 tonna tengervíz volt óránként. A berendezést szivattyúzásra (pl. víz eltávolítása hajótestből) és tűzoltásra egyaránt alkalmazni lehetett.

## Pályafutása
1898-ban az SMS Bellona alárendeltségébe került, amely a gépészek iskolahajójaként szolgált. Későbbi pályafutása során is a polai gépésziskola állományába tartozott.
1900. március 3. és 6. között részt vett az  Adria Magyar Királyi Tengerhajózási RT Szent István nevű gőzösének mentésében. A Szent István Fiuméből indult Glasgow-ba 3000 tonna liszttel a fedélzetén, azonban éjszaka hóviharba került és Medolinonál zátonyra futott. A szerencsétlenül járt hajót a Pluto és a Magyar Királyi Tengerészeti Hatóság Előre nevű vontatója próbálta levontatni a zátonyról.
1902. szeptember 1-3. közt partraszálló gyakorlaton vett részt az Isztriai-félszigeten, amelyet az uralkodó is megtekintett.
1904. május 3-6 között részt vett a Magyar Horvát Tengeri Gőzhajózási RT (Ungaro-Croata) Dalmazia nevű gőzösének mentési munkálataiban. A hajó a Rab-sziget mellett, a Delfin-foknál futott zátonyra.
1911. január 28-tól szolgálaton kívül helyezték, hogy kazáncserét végezzenek rajta.
1917 május 20. és 24. között részt vett az SM U-5 tengeralattjáró kiemelésében. A búvárnaszád május 17-én aknarobbanás következtében süllyedt el a Fasana-csatornában.
1918. január 19-től a Tender 99 nevet viselte. 1920-ban az olasz királyi haditengerészet kapta meg, itt Volosca néven szolgálatba állították. 1945-ben még kikötői szolgálatra alkalmazták, további sorsa nem ismert.
A hajó tervrajzait az Osztrák Állami Levéltár Hadilevéltára (Kriegsarchiv) őrzi.